# Emil Hallfreðsson
Emil Hallfreðsson (Reykjavík, 29 giugno 1984) è un ex calciatore islandese, di ruolo centrocampista.

## Caratteristiche tecniche
Dotato di una discreta tecnica di base, centrocampista mancino, molto duttile tatticamente dal fisico potente, per cui è portato all'interdizione, può giocare sia come interno di centrocampo (ruolo prediletto) sia a 3 che a 4, oltre a poter giocare da esterno di centrocampo. Dinamico e disciplinato tatticamente, le sue doti migliori sono il tiro dalla distanza, possiede un buon dribbling ma soprattutto è molto abile nell'effettuare cross ed assist ai compagni. Si distingue anche per la foga agonistica con cui scende in campo.

## Carriera

### Club

#### Esordi, Tottenham, Malmö FF
Dopo aver fatto la trafila alle giovanili del Fimleikafélag Hafnarfjörðar, è aggregato in prima squadra dove resta due anni, prima d'essere acquistato dagli inglesi del Tottenham Hotspur. Regolarmente impiegato nel torneo dedicato alle riserve, non debutta in Premier League e nel 2006 va in prestito al Malmö FF, in Svezia, dove totalizza 19 presenze e 5 reti.

#### Ritorno al Tottenham, Lyn Oslo, Reggina
Tornato al Tottenham Hotspur, a luglio 2007 è venduto a titolo definitivo alla squadra norvegese del Lyn Oslo, dove però gioca una sola partita, prima d'essere ceduto a titolo definitivo alla Reggina. Dopo quasi due anni d'attesa, segna il suo primo goal in Serie A il 26 aprile 2009 in Reggina-Juventus 2-2, battendo Buffon con un gran tiro dalla distanza.

#### Barnsley, Hellas Verona
Il 9 agosto 2009 il Barnsley lo preleva dalla Reggina in prestito con diritto di riscatto. Tornato alla Reggina, è messo fuori squadra il 31 agosto 2010 e dopo pochi giorni va in prestito al Verona con diritto di riscatto a favore del club scaligero, con cui gioca in Prima Divisione nel 2010-2011 e raggiunge la promozione in serie B ai play-off. Il 22 giugno 2011 il neo-promosso Verona riscatta totalmente il cartellino e nella stagione 2011-2012, in Serie B, conquista 78 punti e il quarto posto in classifica, perdendo la semifinale play-off contro il Varese, trovando anche 6 volte la via del goal. Nella stagione successiva 2012-2013 dopo un girone d'andata sottotono, torna in forma fisica nel girone di ritorno contribuendo alla promozione del Verona in Serie A. Il 26 gennaio 2014 segna il suo primo gol in Serie A con la maglia gialloblù nella gara Verona-Roma (1-3), siglando il momentaneo pareggio del club veneto.

#### Udinese
Il 30 gennaio 2016 durante il mercato invernale, passa a titolo definitivo all'Udinese, con cui firma un contratto della durata di due anni e mezzo. Il 22 dicembre 2017 prolunga ulteriormente il suo contratto con la società friulana fino al giugno 2020.

#### Frosinone e ritorno all'Udinese
Il 31 luglio 2018 viene ingaggiato a titolo definitivo dal Frosinone, con cui firma un contratto biennale con opzione sul terzo anno. Il 22 gennaio 2019 dopo sole 6 presenze risolve ufficialmente il suo contratto con il club ciociaro. Il 1º marzo successivo torna all'Udinese, firmando fino a giugno.
Il successivo 26 maggio torna a segnare, all'ultima giornata, nella vittoria per 2-1 sul campo del Cagliari, siglando così il suo primo gol con la maglia bianconera.

#### Padova e Virtus Verona
Dall'11 dicembre 2019 si è allenato da svincolato con il Padova, con l'obiettivo di mantenere la forma in vista del mercato di gennaio e gli impegni con la propria nazionale (impegnata nei play-off di qualificazione a Euro 2020). Il 4 gennaio 2020, dopo circa un mese, viene tesserato fino a fine stagione dalla squadra patavina.
Il 16 settembre 2020 rinnova il suo contratto coi veneti per un altro anno.
Rimasto svincolato dopo 40 presenze e 3 gol, il 31 agosto 2021 firma un precontratto per il Sona, club emergente di Serie D. Tuttavia il contratto non si concretizza ed il 7 ottobre firma per il club di Serie C della Virtus Verona. Il 28 luglio 2022, dopo aver collezionato 26 presenze in campionato, rinnova con la Virtus fino al 2023.
A fine stagione annuncia il ritiro dal calcio giocato.

### Nazionale

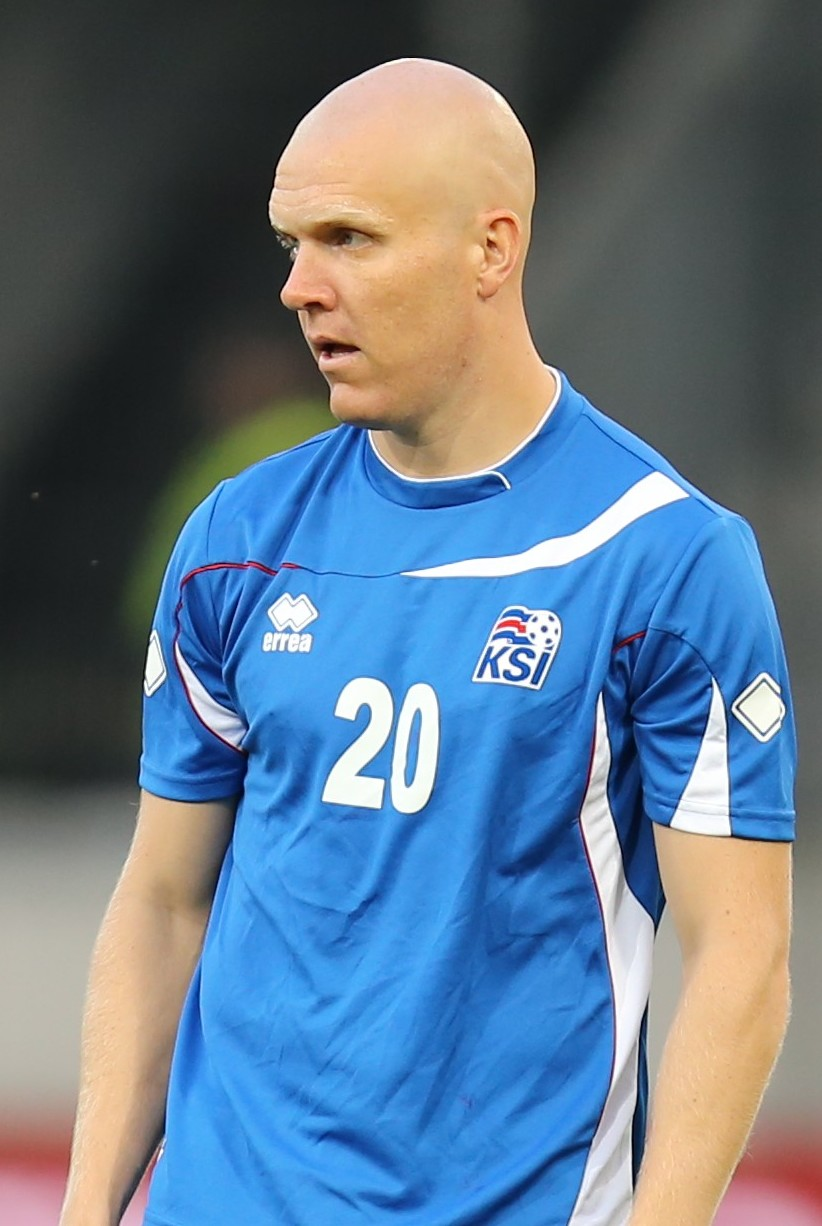
Emil Hallfreðsson con la nazionale islandese nel 2014.

Dopo avere giocato per le selezioni Under-17, Under-19 e Under-21, il debutto con la nazionale maggiore islandese avviene contro l'Italia, il 30 marzo 2005 in amichevole, subentrando all'89° di gioco. Ha all'attivo oltre 70 presenze ed una sola rete siglata nell'1-1 contro la Spagna alle qualificazioni a Euro 2008 (giocata l'8 settembre 2007).
Il 31 marzo 2015 veste per la prima volta la fascia da capitano della sua Nazionale in amichevole contro l'Estonia.
Dopo l'assenza a Euro 2012 per mancata qualificazione, l'allenatore Lars Lagerbäck lo convoca per gli Europei 2016 in Francia. Questa sarà la prima partecipazione assoluta sia per Emil sia per la nazionale islandese ad una fase finale di un Campionato europeo di calcio. Dopo avere disputato solo una delle cinque partite a Euro 2016 (precisamente quella ai gironi contro l'Ungheria), viene convocato per i Mondiali 2018 in cui gioca (da titolare) due delle tre partite della squadra eliminata al primo turno.

## Statistiche

### Presenze e reti nei club
| Stagione             | Squadra              | Campionato           | Campionato | Campionato | Coppe nazionali | Coppe nazionali | Coppe nazionali | Coppe continentali | Coppe continentali | Coppe continentali | Altre coppe | Altre coppe | Altre coppe | Totale | Totale |
| Stagione             | Squadra              | Comp                 | Pres       | Reti       | Comp            | Pres            | Reti            | Comp               | Pres               | Reti               | Comp        | Pres        | Reti        | Pres   | Reti   |
| -------------------- | -------------------- | -------------------- | ---------- | ---------- | --------------- | --------------- | --------------- | ------------------ | ------------------ | ------------------ | ----------- | ----------- | ----------- | ------ | ------ |
| 2002                 | Hafnarfjordur        | UD                   | 5          | 2          | -               | -               | -               | Int                | 1                  | 1                  | -           | -           | -           | 6      | 3      |
| 2003                 | Hafnarfjordur        | UD                   | 7          | 1          | -               | -               | -               | -                  | -                  | -                  | -           | -           | -           | 7      | 1      |
| 2004                 | Hafnarfjordur        | UD                   | 16         | 4          | -               | -               | -               | CU                 | 6                  | 1                  | -           | -           | -           | 22     | 5      |
| Totale Hafnarfjörðar | Totale Hafnarfjörðar | Totale Hafnarfjörðar | 28         | 7          |                 | -               | -               |                    | 7                  | 2                  |             | -           | -           | 35     | 9      |
| gen.-giu. 2005       | Tottenham            | PL                   | 0          | 0          | FACup+CdL       | 0               | 0               | -                  | -                  | -                  | -           | -           | -           | 0      | 0      |
| 2005-gen. 2006       | Tottenham            | PL                   | 0          | 0          | FACup+CdL       | 0               | 0               | -                  | -                  | -                  | -           | -           | -           | 0      | 0      |
| Totale Tottenham     | Totale Tottenham     | Totale Tottenham     | 0          | 0          |                 | 0               | 0               |                    | -                  | -                  |             | -           | -           | 0      | 0      |
| 2006                 | Malmö FF             | AS                   | 19         | 5          | CS              | 0               | 0               | -                  | -                  | -                  | -           | -           | -           | 19     | 5      |
| 2007                 | Lyn Oslo             | ES                   | 1          | 0          | CN              | 0               | 0               | -                  | -                  | -                  | -           | -           | -           | 1      | 0      |
| 2007-2008            | Reggina              | A                    | 21         | 0          | CI              | 0               | 0               | -                  | -                  | -                  | -           | -           | -           | 21     | 0      |
| 2008-2009            | Reggina              | A                    | 13         | 1          | CI              | 3               | 1               | -                  | -                  | -                  | -           | -           | -           | 16     | 2      |
| Totale Reggina       | Totale Reggina       | Totale Reggina       | 34         | 1          |                 | 3               | 1               |                    | -                  | -                  |             | -           | -           | 37     | 2      |
| 2009-2010            | Barnsley             | FLC                  | 27         | 3          | FACup+CdL       | 1+2             | 0               | -                  | -                  | -                  | -           | -           | -           | 30     | 3      |
| 2010-2011            | Verona               | 1D                   | 30+4       | 3+0        | -               | -               | -               | -                  | -                  | -                  | -           | -           | -           | 34     | 3      |
| 2011-2012            | Verona               | B                    | 37+2       | 6+0        | CI              | 3               | 1               | -                  | -                  | -                  | -           | -           | -           | 42     | 7      |
| 2012-2013            | Verona               | B                    | 34         | 3          | CI              | 3               | 0               | -                  | -                  | -                  | -           | -           | -           | 37     | 3      |
| 2013-2014            | Verona               | A                    | 33         | 2          | CI              | 0               | 0               | -                  | -                  | -                  | -           | -           | -           | 33     | 2      |
| 2014-2015            | Verona               | A                    | 28         | 1          | CI              | 3               | 0               | -                  | -                  | -                  | -           | -           | -           | 31     | 1      |
| 2015-gen. 2016       | Verona               | A                    | 16         | 0          | CI              | 3               | 1               | -                  | -                  | -                  | -           | -           | -           | 19     | 1      |
| Totale Hellas Verona | Totale Hellas Verona | Totale Hellas Verona | 178+6      | 15         |                 | 12              | 2               |                    | -                  | -                  |             | -           | -           | 196    | 17     |
| gen.-giu. 2016       | Udinese              | A                    | 11         | 0          | CI              | 0               | 0               | -                  | -                  | -                  | -           | -           | -           | 11     | 0      |
| 2016-2017            | Udinese              | A                    | 28         | 0          | CI              | 1               | 0               | -                  | -                  | -                  | -           | -           | -           | 29     | 0      |
| 2017-2018            | Udinese              | A                    | 19         | 0          | CI              | 2               | 0               | -                  | -                  | -                  | -           | -           | -           | 21     | 0      |
| 2018-gen. 2019       | Frosinone            | A                    | 6          | 0          | CI              | 1               | 0               | -                  | -                  | -                  | -           | -           | -           | 7      | 0      |
| mar.-giu. 2019       | Udinese              | A                    | 3          | 1          | CI              | 0               | 0               | -                  | -                  | -                  | -           | -           | -           | 3      | 1      |
| Totale Udinese       | Totale Udinese       | Totale Udinese       | 61         | 1          |                 | 3               | 0               |                    | -                  | -                  |             | -           | -           | 64     | 1      |
| gen.-giu. 2020       | Padova               | C                    | 6+3        | 0          | CI+CI-C         | 0               | 0               | -                  | -                  | -                  | -           | -           | -           | 9      | 0      |
| 2020-2021            | Padova               | C                    | 29+1       | 3          | CI              | 1               | 0               | -                  | -                  | -                  | -           | -           | -           | 31     | 3      |
| Totale Padova        | Totale Padova        | Totale Padova        | 35+4       | 3          |                 | 1               | 0               |                    | -                  | -                  |             | -           | -           | 40     | 3      |
| ott. 2021-2022       | Virtus Verona        | C                    | 26         | 1          | CI-C            | 0               | 0               | -                  | -                  | -                  | -           | -           | -           | 26     | 1      |
| 2022-2023            | Virtus Verona        | C                    | 19+4       | 0          | CI-C            | 1               | 0               | -                  | -                  | -                  | -           | -           | -           | 24     | 0      |
| Totale Virtus Verona | Totale Virtus Verona | Totale Virtus Verona | 45+4       | 1          |                 | 1               | 0               |                    | -                  | -                  |             | -           | -           | 50     | 1      |
| Totale carriera      | Totale carriera      | Totale carriera      | 434+14     | 36         |                 | 24              | 3               |                    | 7                  | 2                  |             | -           | -           | 479    | 41     |

### Cronologia presenze e reti in nazionale
| Cronologia completa delle presenze e delle reti in nazionale ― Islanda | Cronologia completa delle presenze e delle reti in nazionale ― Islanda | Cronologia completa delle presenze e delle reti in nazionale ― Islanda | Cronologia completa delle presenze e delle reti in nazionale ― Islanda | Cronologia completa delle presenze e delle reti in nazionale ― Islanda | Cronologia completa delle presenze e delle reti in nazionale ― Islanda | Cronologia completa delle presenze e delle reti in nazionale ― Islanda | Cronologia completa delle presenze e delle reti in nazionale ― Islanda |
| Data                                                                   | Città                                                                  | In casa                                                                | Risultato                                                              | Ospiti                                                                 | Competizione                                                           | Reti                                                                   | Note                                                                   |
| ---------------------------------------------------------------------- | ---------------------------------------------------------------------- | ---------------------------------------------------------------------- | ---------------------------------------------------------------------- | ---------------------------------------------------------------------- | ---------------------------------------------------------------------- | ---------------------------------------------------------------------- | ---------------------------------------------------------------------- |
| 30-3-2005                                                              | Padova                                                                 | Italia                                                                 | 0 – 0                                                                  | Islanda                                                                | Amichevole                                                             | -                                                                      | 89’                                                                    |
| 28-2-2006                                                              | Londra                                                                 | Trinidad e Tobago                                                      | 2 – 0                                                                  | Islanda                                                                | Amichevole                                                             | -                                                                      |                                                                        |
| 7-10-2006                                                              | Riga                                                                   | Lettonia                                                               | 4 – 0                                                                  | Islanda                                                                | Qual. Euro 2008                                                        | -                                                                      | 71’                                                                    |
| 11-10-2006                                                             | Reykjavík                                                              | Islanda                                                                | 1 – 2                                                                  | Svezia                                                                 | Qual. Euro 2008                                                        | -                                                                      |                                                                        |
| 28-3-2007                                                              | Palma di Maiorca                                                       | Spagna                                                                 | 1 – 0                                                                  | Islanda                                                                | Qual. Euro 2008                                                        | -                                                                      | 74’                                                                    |
| 2-6-2007                                                               | Reykjavík                                                              | Islanda                                                                | 1 – 1                                                                  | Liechtenstein                                                          | Qual. Euro 2008                                                        | -                                                                      | 71’ 82’                                                                |
| 6-6-2007                                                               | Solna                                                                  | Svezia                                                                 | 5 – 0                                                                  | Islanda                                                                | Qual. Euro 2008                                                        | -                                                                      | 53’                                                                    |
| 22-8-2007                                                              | Reykjavík                                                              | Islanda                                                                | 1 – 1                                                                  | Canada                                                                 | Amichevole                                                             | -                                                                      | 85’                                                                    |
| 8-9-2007                                                               | Reykjavík                                                              | Islanda                                                                | 1 – 1                                                                  | Spagna                                                                 | Qual. Euro 2008                                                        | 1                                                                      |                                                                        |
| 12-9-2007                                                              | Reykjavík                                                              | Islanda                                                                | 2 – 1                                                                  | Irlanda del Nord                                                       | Qual. Euro 2008                                                        | -                                                                      |                                                                        |
| 13-10-2007                                                             | Reykjavík                                                              | Islanda                                                                | 2 – 4                                                                  | Lettonia                                                               | Qual. Euro 2008                                                        | -                                                                      |                                                                        |
| 17-10-2007                                                             | Vaduz                                                                  | Liechtenstein                                                          | 3 – 0                                                                  | Islanda                                                                | Qual. Euro 2008                                                        | -                                                                      |                                                                        |
| 21-11-2007                                                             | Copenaghen                                                             | Danimarca                                                              | 3 – 0                                                                  | Islanda                                                                | Qual. Euro 2008                                                        | -                                                                      | 73’                                                                    |
| 26-3-2008                                                              | Zlaté Moravce                                                          | Slovacchia                                                             | 1 – 2                                                                  | Islanda                                                                | Amichevole                                                             | -                                                                      | 90’                                                                    |
| 28-5-2008                                                              | Reykjavík                                                              | Islanda                                                                | 0 – 1                                                                  | Galles                                                                 | Amichevole                                                             | -                                                                      | 70’                                                                    |
| 20-8-2008                                                              | Reykjavík                                                              | Islanda                                                                | 1 – 1                                                                  | Azerbaigian                                                            | Amichevole                                                             | -                                                                      | 58’                                                                    |
| 6-9-2008                                                               | Oslo                                                                   | Norvegia                                                               | 2 – 2                                                                  | Islanda                                                                | Qual. Mondiali 2010                                                    | -                                                                      | 74’                                                                    |
| 10-9-2008                                                              | Reykjavík                                                              | Islanda                                                                | 1 – 2                                                                  | Scozia                                                                 | Qual. Mondiali 2010                                                    | -                                                                      |                                                                        |
| 11-10-2008                                                             | Rotterdam                                                              | Paesi Bassi                                                            | 2 – 0                                                                  | Islanda                                                                | Qual. Mondiali 2010                                                    | -                                                                      |                                                                        |
| 15-10-2008                                                             | Reykjavík                                                              | Islanda                                                                | 1 – 0                                                                  | Macedonia                                                              | Qual. Mondiali 2010                                                    | -                                                                      |                                                                        |
| 19-11-2008                                                             | Ta' Qali                                                               | Malta                                                                  | 0 – 1                                                                  | Islanda                                                                | Amichevole                                                             | -                                                                      | 80’                                                                    |
| 11-2-2009                                                              | Murcia                                                                 | Islanda                                                                | 2 – 0                                                                  | Liechtenstein                                                          | Amichevole                                                             | -                                                                      | 60’                                                                    |
| 10-6-2009                                                              | Skopje                                                                 | Macedonia                                                              | 2 – 0                                                                  | Islanda                                                                | Qual. Mondiali 2010                                                    | -                                                                      |                                                                        |
| 12-8-2009                                                              | Reykjavík                                                              | Islanda                                                                | 1 – 1                                                                  | Slovacchia                                                             | Amichevole                                                             | -                                                                      |                                                                        |
| 5-9-2009                                                               | Reykjavík                                                              | Islanda                                                                | 1 – 1                                                                  | Norvegia                                                               | Qual. Mondiali 2010                                                    | -                                                                      | 75’ 88’                                                                |
| 9-9-2009                                                               | Reykjavík                                                              | Islanda                                                                | 3 – 1                                                                  | Georgia                                                                | Amichevole                                                             | -                                                                      | 84’                                                                    |
| 13-10-2009                                                             | Reykjavík                                                              | Islanda                                                                | 1 – 0                                                                  | Sudafrica                                                              | Amichevole                                                             | -                                                                      |                                                                        |
| 14-11-2009                                                             | Lussemburgo                                                            | Lussemburgo                                                            | 1 – 1                                                                  | Islanda                                                                | Amichevole                                                             | -                                                                      |                                                                        |
| 3-3-2010                                                               | Larnaca                                                                | Cipro                                                                  | 0 – 0                                                                  | Islanda                                                                | Amichevole                                                             | -                                                                      | 84’                                                                    |
| 29-2-2012                                                              | Podgorica                                                              | Montenegro                                                             | 2 – 0                                                                  | Islanda                                                                | Amichevole                                                             | -                                                                      |                                                                        |
| 7-9-2012                                                               | Reykjavík                                                              | Islanda                                                                | 2 – 0                                                                  | Norvegia                                                               | Qual. Mondiali 2014                                                    | -                                                                      | 90+1’                                                                  |
| 11-9-2012                                                              | Larnaca                                                                | Cipro                                                                  | 1 – 0                                                                  | Islanda                                                                | Qual. Mondiali 2014                                                    | -                                                                      | 46’                                                                    |
| 12-10-2012                                                             | Tirana                                                                 | Albania                                                                | 1 – 2                                                                  | Islanda                                                                | Qual. Mondiali 2014                                                    | -                                                                      |                                                                        |
| 16-10-2012                                                             | Reykjavík                                                              | Islanda                                                                | 0 – 2                                                                  | Svizzera                                                               | Qual. Mondiali 2014                                                    | -                                                                      | 85’                                                                    |
| 6-2-2013                                                               | Marbella                                                               | Islanda                                                                | 0 – 2                                                                  | Russia                                                                 | Amichevole                                                             | -                                                                      |                                                                        |
| 22-3-2013                                                              | Lubiana                                                                | Slovenia                                                               | 1 – 2                                                                  | Islanda                                                                | Qual. Mondiali 2014                                                    | -                                                                      | 76’                                                                    |
| 7-6-2013                                                               | Reykjavík                                                              | Islanda                                                                | 2 – 4                                                                  | Slovenia                                                               | Qual. Mondiali 2014                                                    | -                                                                      | 63’                                                                    |
| 14-8-2013                                                              | Reykjavík                                                              | Islanda                                                                | 1 – 0                                                                  | Fær Øer                                                                | Amichevole                                                             | -                                                                      | 46’                                                                    |
| 19-11-2013                                                             | Zagabria                                                               | Croazia                                                                | 2 – 0                                                                  | Islanda                                                                | Qual. Mondiali 2014                                                    | -                                                                      | 73’ 85’                                                                |
| 5-3-2014                                                               | Cardiff                                                                | Galles                                                                 | 3 – 1                                                                  | Islanda                                                                | Amichevole                                                             | -                                                                      |                                                                        |
| 30-5-2014                                                              | Innsbruck                                                              | Austria                                                                | 1 – 1                                                                  | Islanda                                                                | Amichevole                                                             | -                                                                      | 79’                                                                    |
| 4-6-2014                                                               | Reykjavík                                                              | Islanda                                                                | 1 – 0                                                                  | Estonia                                                                | Amichevole                                                             | -                                                                      | 67’                                                                    |
| 9-9-2014                                                               | Reykjavík                                                              | Islanda                                                                | 3 – 0                                                                  | Turchia                                                                | Qual. Euro 2016                                                        | -                                                                      |                                                                        |
| 10-10-2014                                                             | Riga                                                                   | Lettonia                                                               | 0 – 3                                                                  | Islanda                                                                | Qual. Euro 2016                                                        | -                                                                      | 87’                                                                    |
| 13-10-2014                                                             | Reykjavík                                                              | Islanda                                                                | 2 – 0                                                                  | Paesi Bassi                                                            | Qual. Euro 2016                                                        | -                                                                      |                                                                        |
| 16-11-2014                                                             | Plzeň                                                                  | Rep. Ceca                                                              | 2 – 1                                                                  | Islanda                                                                | Qual. Euro 2016                                                        | -                                                                      | 62’                                                                    |
| 28-3-2015                                                              | Astana                                                                 | Kazakistan                                                             | 0 – 3                                                                  | Islanda                                                                | Qual. Euro 2016                                                        | -                                                                      | 72’                                                                    |
| 31-3-2015                                                              | Tallinn                                                                | Estonia                                                                | 1 – 1                                                                  | Islanda                                                                | Amichevole                                                             | -                                                                      | cap. 60’                                                               |
| 12-6-2015                                                              | Reykjavík                                                              | Islanda                                                                | 2 – 1                                                                  | Rep. Ceca                                                              | Qual. Euro 2016                                                        | -                                                                      | 63’                                                                    |
| 10-10-2015                                                             | Reykjavík                                                              | Islanda                                                                | 2 – 2                                                                  | Lettonia                                                               | Qual. Euro 2016                                                        | -                                                                      |                                                                        |
| 24-3-2016                                                              | Herning                                                                | Danimarca                                                              | 2 – 1                                                                  | Islanda                                                                | Amichevole                                                             | -                                                                      | 46’                                                                    |
| 29-3-2016                                                              | Atene                                                                  | Grecia                                                                 | 2 – 3                                                                  | Islanda                                                                | Amichevole                                                             | -                                                                      | 18’ 46’                                                                |
| 1-6-2016                                                               | Oslo                                                                   | Norvegia                                                               | 3 – 2                                                                  | Islanda                                                                | Amichevole                                                             | -                                                                      | 46’                                                                    |
| 6-6-2016                                                               | Reykjavík                                                              | Islanda                                                                | 4 – 0                                                                  | Liechtenstein                                                          | Amichevole                                                             | -                                                                      | 69’                                                                    |
| 18-6-2016                                                              | Marsiglia                                                              | Islanda                                                                | 1 – 1                                                                  | Ungheria                                                               | Euro 2016 - 1º turno                                                   | -                                                                      | 65’                                                                    |
| 5-9-2016                                                               | Kiev                                                                   | Ucraina                                                                | 1 – 1                                                                  | Islanda                                                                | Qual. Mondiali 2018                                                    | -                                                                      | 85’                                                                    |
| 24-3-2017                                                              | Scutari                                                                | Kosovo                                                                 | 1 – 2                                                                  | Islanda                                                                | Qual. Mondiali 2018                                                    | -                                                                      |                                                                        |
| 11-6-2017                                                              | Reykjavík                                                              | Islanda                                                                | 1 – 0                                                                  | Croazia                                                                | Qual. Mondiali 2018                                                    | -                                                                      |                                                                        |
| 2-9-2017                                                               | Tampere                                                                | Finlandia                                                              | 1 – 0                                                                  | Islanda                                                                | Qual. Mondiali 2018                                                    | -                                                                      | 45+1’ 60’                                                              |
| 5-9-2017                                                               | Reykjavík                                                              | Islanda                                                                | 2 – 0                                                                  | Ucraina                                                                | Qual. Mondiali 2018                                                    | -                                                                      | 2’ 89’                                                                 |
| 9-10-2017                                                              | Reykjavík                                                              | Islanda                                                                | 2 – 0                                                                  | Kosovo                                                                 | Qual. Mondiali 2018                                                    | -                                                                      | 89’                                                                    |
| 24-3-2018                                                              | Santa Clara                                                            | Messico                                                                | 3 – 0                                                                  | Islanda                                                                | Amichevole                                                             | -                                                                      | cap. 45+1’ 68’                                                         |
| 2-6-2018                                                               | Reykjavík                                                              | Islanda                                                                | 2 – 3                                                                  | Norvegia                                                               | Amichevole                                                             | -                                                                      | 83’                                                                    |
| 7-6-2018                                                               | Reykjavík                                                              | Islanda                                                                | 2 – 2                                                                  | Ghana                                                                  | Amichevole                                                             | -                                                                      | 88’                                                                    |
| 16-6-2018                                                              | Mosca                                                                  | Argentina                                                              | 1 – 1                                                                  | Islanda                                                                | Mondiali 2018 - 1º turno                                               | -                                                                      |                                                                        |
| 26-6-2018                                                              | Rostov                                                                 | Islanda                                                                | 1 – 2                                                                  | Croazia                                                                | Mondiali 2018 - 1º turno                                               | -                                                                      | 59’                                                                    |
| 11-9-2018                                                              | Reykjavík                                                              | Islanda                                                                | 0 – 3                                                                  | Belgio                                                                 | UEFA Nations League 2018-2019 - 1º turno                               | -                                                                      | 84’                                                                    |
| 11-6-2019                                                              | Reykjavík                                                              | Islanda                                                                | 2 – 1                                                                  | Turchia                                                                | Qual. Euro 2020                                                        | -                                                                      | 18’                                                                    |
| 7-9-2019                                                               | Reykjavík                                                              | Islanda                                                                | 3 – 0                                                                  | Moldavia                                                               | Qual. Euro 2020                                                        | -                                                                      | 63’                                                                    |
| 10-9-2019                                                              | Elbasan                                                                | Albania                                                                | 4 – 2                                                                  | Islanda                                                                | Qual. Euro 2020                                                        | -                                                                      | 56’                                                                    |
| 14-10-2019                                                             | Reykjavík                                                              | Islanda                                                                | 2 – 0                                                                  | Andorra                                                                | Qual. Euro 2020                                                        | -                                                                      | 70’                                                                    |
| 5-9-2020                                                               | Reykjavík                                                              | Islanda                                                                | 0 – 1                                                                  | Inghilterra                                                            | UEFA Nations League 2020-2021 - 1º turno                               | -                                                                      | 76’                                                                    |
| 8-9-2020                                                               | Bruxelles                                                              | Belgio                                                                 | 5 – 1                                                                  | Islanda                                                                | UEFA Nations League 2020-2021 - 1º turno                               | -                                                                      | 53’                                                                    |
| Totale                                                                 |                                                                        | Presenze (15º posto)                                                   | 73                                                                     |                                                                        | Reti                                                                   | 1                                                                      |                                                                        |